# Halvor Emil Heyerdahl

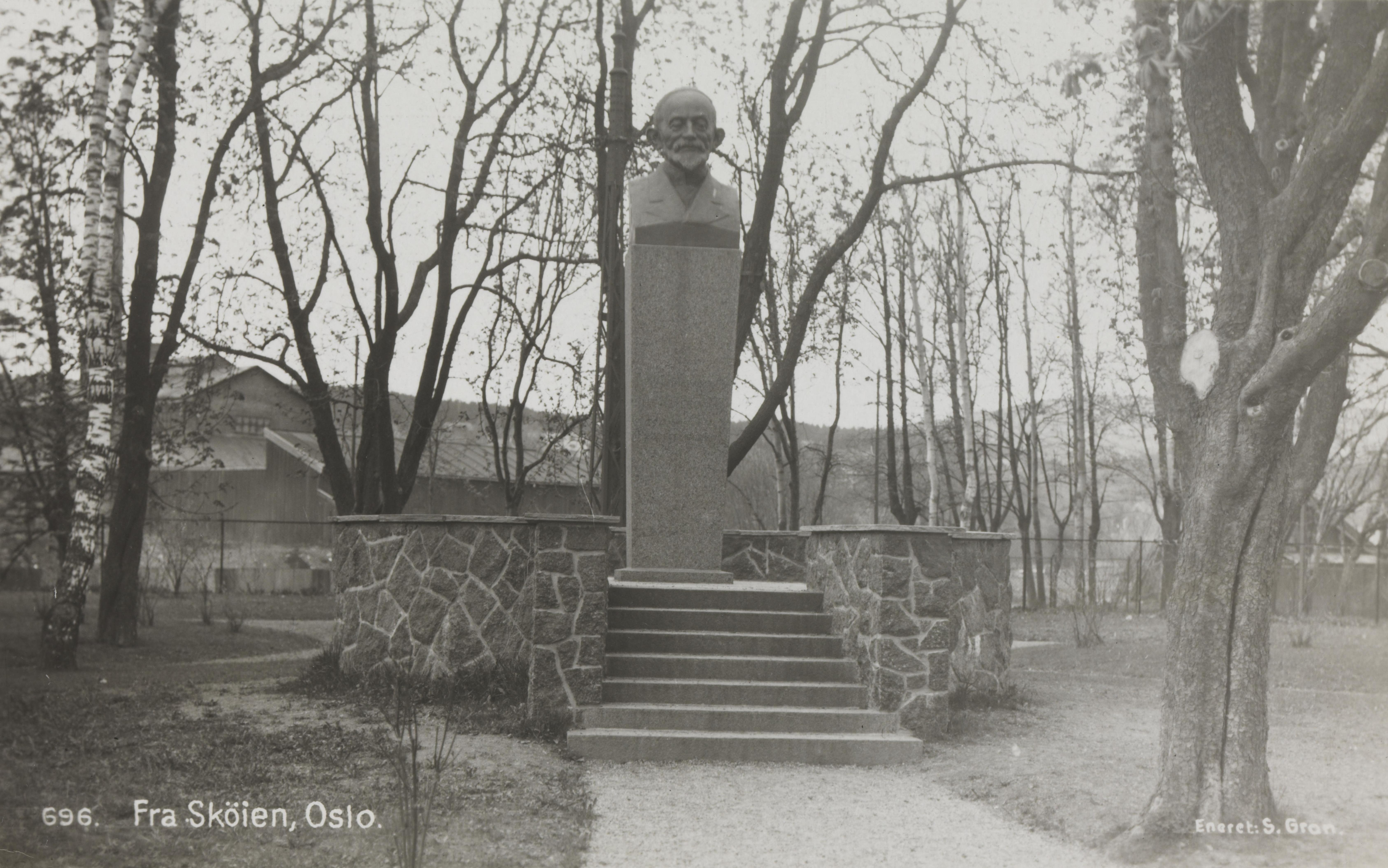
Halvor Emil Heyerdahl

Halvor Emil Heyerdahl (Aurskog, 13 september 1840 – Oslo, 21 december 1917) was een Noors civiel ingenieur. Halvor Emil was ridder in de Orde van Sint-Olaf (Noorwegen) en Orde van Vasa (Zweden). 

## Familie
Hij is de broer van huiscomponist/historicus/violist Anders Heyerdahl en is daarom ook familie van Thor Heyerdahl (oudoom) en Karin Krog. Hij huwde in 1867 met Agnes Constance Hedrich (1848-1935), dochter van een Duits ingenieur en molenaar. Uit dat huwelijk kwam Fridtjof Heyerdahl voort, ook een ingenieur, zakenman en voorzitter van het Noorse Rode Kruis tijdens de Tweede Wereldoorlog. Ook hun andere zoon Thorvald Emil Heyerdahl was ingenieur en zakenman, hij huwde in 1943 Gerd Høst (Heyerdahl), schrijfster, vertaalster, toneelspeelster/filmactrice en professor Duits aan de Universiteit van Oslo (1969).  

## Biografie
Hij kwam uit een boerenfamilie (Anders zou altijd boer blijven). Hij kreeg als een van der eerste Noren een technische opleiding in het buitenland. Van 1856 tot 1860 studeerde hij aan Technische Hogeschool in Hannover en werkte vervolgens voor diverse Duitse bedrijven. Hij werkte als bouwopzichter bij de gasfabriek in Mühlhausen en voor een maalderij in Saksen. In 1874 keerde hij terug naar Oslo, alwaar hij een machinewerkerij opende (Heyerdahl & Co).
Halvor was betrokken bij de introductie van elektriciteit in Oslo en omgeving in de 19e eeuw. Hij gaf leiding aan de bouw van de eerste telefooncentrale aldaar in 1877 en het industriële complex Benste Brug in 1878. In 1882 volgde dan de introductie van de fonograaf. Hij was medeoprichter van de A/S Christiania (Christiania was de toenmalige naam van Oslo), de plaatselijke trammaatschappij en in die hoedanigheid betrokken bij de aanleg van de Holmenkollbanen (opening 1898). Hij richtte in 1886 samen met Christian Haneborg Winton Brug (papierfabriek), later opgedoopt tot Saugsbrugforeningen.
Halvor Emil was net als zijn broer Anders begenadigd violist en creëerde voor zichzelf en zijn broer Anders in 1876 het Kvartettforeningen, een stichting ter bevordering van Noorse kamermuziek.
Heyerdahls vei in Oslo is naar hem genoemd. Hij woonde in de in 1977 gesloopte en herbouwde villa op nummer 1. In het verleden lag daar ook een tijdelijke stationnetje aan de Holemkollbanen (Engerjordet stasjon).
- Gemeinsame Normdatei: 1036322327
- International Standard Name Identifier: 0000 0004 1011 1759
- Virtual International Authority File: 304559826